# Pyrrhocactus pachacoensis
Pyrrhocactus pachacoensis là một loài thực vật có hoa trong họ Cactaceae. Loài này được Rausch miêu tả khoa học đầu tiên.